# Municipio de Mayville (Dakota del Norte)
El municipio de Mayville (en inglés: Mayville Township) es un municipio ubicado en el condado de Traill en el estado estadounidense de Dakota del Norte. En el año 2010 tenía una población de 133 habitantes y una densidad poblacional de 1,47 personas por km².

## Geografía
El municipio de Mayville se encuentra ubicado en las coordenadas 47°27′12″N 97°16′55″O / 47.45333, -97.28194. Según la Oficina del Censo de los Estados Unidos, el municipio tiene una superficie total de 90.46 km², de la cual 90,45 km² corresponden a tierra firme y (0 %) 0 km² es agua.

## Demografía
Según el censo de 2010, había 133 personas residiendo en el municipio de Mayville. La densidad de población era de 1,47 hab./km². De los 133 habitantes, el municipio de Mayville estaba compuesto por el 98,5 % blancos y el 1,5 % eran de una mezcla de razas. Del total de la población el 0 % eran hispanos o latinos de cualquier raza.